# Humaan papillomavirus
Het humaan papillomavirus, ook wel HPV genoemd, is een geslacht van dubbelstrengs DNA-virussen in de familie Papillomaviridae. Papillomavirussen kunnen abnormale celgroei van huid en slijmvliezen teweegbrengen en zijn de veroorzakers van wratten. Een opgelopen HPV-infectie verhoogt de kans op het ontwikkelen van sommige vormen van kanker zoals baarmoederhalskanker, maar ook kanker aan de mond- en keelholte, penis, anus, vagina en schaamlippen. Sommige typen kunnen, indien ze niet tijdig door het lichaam worden vernietigd, een seksueel overdraagbare aandoening (SOA) veroorzaken. Het virusgeslacht werd ontdekt door de Duitse arts en viroloog Harald zur Hausen, in de jaren 1970 en 1980, waarvoor hij de Nobelprijs voor Geneeskunde won in 2008.
Er zijn meer dan honderd verschillende typen HPV bekend. De meeste zijn ongevaarlijk. Sommige zijn verantwoordelijk voor de wratten op handen en voeten. Ongeveer dertig typen worden gezien als soa, de types 6 en 11 veroorzaken genitale wratten en wratten op de stembanden, types 16 en 18 zijn verantwoordelijk voor veel gevallen van cervicale intra-epitheliale neoplasie (baarmoederhalskanker) en andere genitale tumoren. Papillomavirussen zijn soortspecifiek, er bestaan bijvoorbeeld ook runderpapillomavirussen, en kunnen alleen epitheelcellen infecteren. Het virus nestelt zich in de basale cellaag.

## Microbiologie

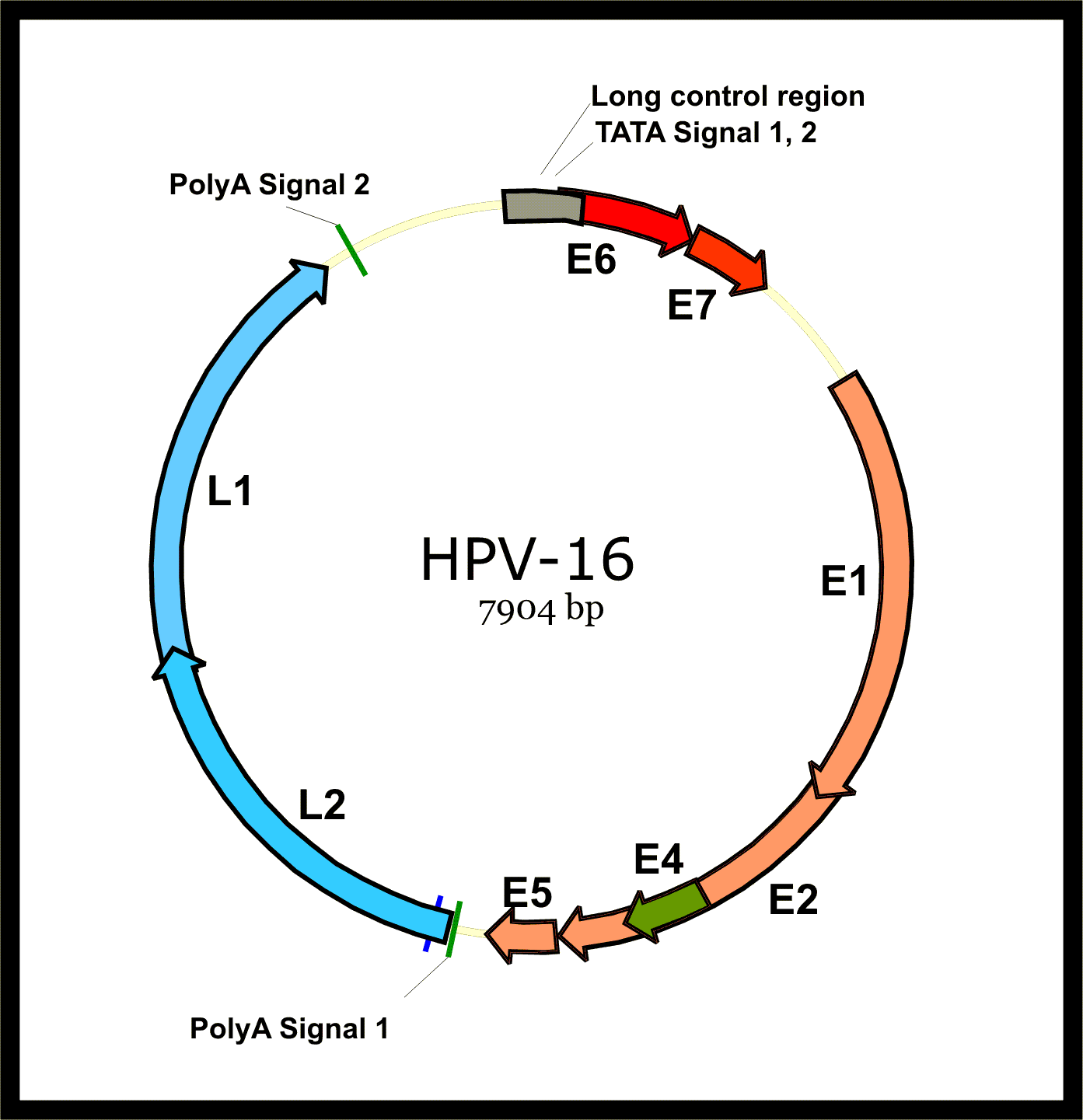
Organisatie van genen van het humaan papillomavirus type 16, een van de HPV-typen die baarmoederhalskanker kunnen veroorzaken. E1-E7 betreffen vroege genen, L1-L2 late genen.

HPV is een icosaëder van 78 capsomeren en ongeveer 55 nm in diameter. Het heeft circulair dubbelstrengs DNA van ongeveer 7900 baseparen. Het genoom codeert voor negen eiwitten. Deze eiwitten worden in twee groepen gedeeld: zeven Early (E) en twee Late (L). De E-eiwitten worden in de geïnfecteerde basaalcellen gevormd en de L-eiwitten pas wanneer deze cellen zijn gedifferentieerd.
De E5-, E6- en E7-eiwitten worden als eerste tot expressie gebracht. Deze destabiliseren de cel en induceren replicatie. Wanneer een cel differentieert migreert deze in de huid naar boven. Dit induceert de expressie van de E1-, E2- en E4-genen. De E1- en E2-eiwitten produceren meer kopieën van het virale genoom en E4 destabiliseert het cytoskelet. De cel migreert steeds verder naar boven. Pas in de bovenste lagen van de opperhuid komen de twee late eiwitten tot expressie. L1-eiwitten vormen het capside. Dit gebeurt door middel van zelfssemblage, dat wil zeggen dan het hierbij geen enzymatische hulp nodig heeft. Het L2-eiwit zorgt er dan vervolgens voor dat het virale DNA in de capside wordt verpakt.
HPV infecties kunnen in drie soorten onderscheiden worden:
1. Residentieel: dit wil zeggen dat het virus aanwezig is in de cellen van de basaal laag maar het doet niets. Het zit daar in de kern, los van het menselijk DNA, en kan daar jaren zitten voordat het actief wordt en dan maakt het niet uit of het een hoog risico of laag risico variant is, ze kunnen het allebei.
2. Episomaal: bij een episomale infectie is het HPV DNA wel actief en is het dus bezig met het produceren van zijn eiwitten. Dit is macroscopisch zichtbaar als een wrat en microscopisch als koilocytosis. Dit kunnen zowel de HR als de LR varianten.
3. Geïntegreerd: de gevaarlijkste variant. Hierbij heeft een met HPV geïnfecteerde basaalcel het virus-DNA in zijn eigen genoom gebouwd. Er is geen controlemechanisme over waar dit gebeurt, dus dit kan op elk chromosoom gebeuren. Dit is echter ook nadelig voor het virus, want omdat het HPV DNA in het genoom van de cel zit, kan de cel nu geen virusdeeltjes meer produceren. Het circulaire DNA van het virus is geknipt waardoor het virus meestal de activiteit van E2 verliest, het eiwit dat de expressie van E6 en E7 onderdrukt. Dit kan nu gemakkelijk verder uitgroeien tot een tumor.

## Infectie bij de mens
HPV is de meest voorkomende oorzaak van soa's: naar schatting 80-90% van alle mensen is besmet of is ooit besmet geweest met HPV. De meesten hebben er geen last van en merken het ook niet, maar besmetten nog wel andere mensen. De HPV’s worden over het algemeen ingedeeld in twee soorten: de laag- en de hoog-risicogroep. De hoog-risicogroep is verantwoordelijk voor verschillende vormen van kanker. Elk jaar overlijden er wereldwijd een kwart miljoen vrouwen aan baarmoederhalskanker.
Hoewel HPV bij beide geslachten evenveel voorkomt, hebben vrouwen een veel grotere kans om, als ze besmet zijn door een hoog-risicogroep HPV, kanker te ontwikkelen. In 75% van de gevallen van baarmoederhalskanker wordt deze door bepaalde HPV-soorten veroorzaakt. Dit sluit echter niet uit dat ook mannen kanker kunnen krijgen door een besmetting met een HPV uit de hoog-risicogroep. Volgens het RIVM (2022) zijn er in Nederland elk jaar meer dan 1.100 vrouwen en bijna 400 mannen die kanker krijgen na besmet geraakt te zijn met HPV.
HPV wordt vooral veroorzaakt door seksueel contact, het gebruik van condooms is ter preventie niet voldoende. Daarnaast wordt HPV ook via invasieve medische sondes overgedragen: met name endovaginale en rectale echo's maar ook nasendoscopen (ORL en TOE probes (Cardio)) vormen in deze zin een risico. Een hoog niveau desinfectie van deze endocavitaire echosondes is sowieso essentieel en is van toepassing op diensten zoals gynaecologie, urologie, cardiologie, NKO-ORL, bekkenbodem re-educatie, … Deze richtlijn legt uitdrukkelijk het gebruik van een hoog niveau desinfectiemiddel op voor de desinfectie van al deze invasieve medische hulpmiddelen.  Slechts enkele oplossingen bereiken naast voormelde hoog niveau desinfectie ook een bewezen werkzaamheid tegen HPV.

## Oncogeniteit
Integratie van het hoogrisico-HPV, het verlies van de E2-activiteit en continue expressie van E6 en E7 zal leiden tot dysplasie (cervicale intra-epitheliale neoplasie (CIN)) maar niet meteen tot een tumor. De meeste infecties zullen zelfs zonder behandeling na een paar jaar verdwijnen. Er zijn dus extra mutaties nodig voordat er invasieve cellen gevormd worden. En dit duurt jaren.
Cellen hebben zes strategieën om het ontstaan van een carcinoom te voorkomen. Normaal moeten cellen dus zelf deze mutaties verkrijgen om een maligne tumor te vormen. E6 en E7 zorgen ervoor dat vier van de zes mechanismen worden omzeild. Ze voorkomen apoptose door checkpointcontroles van de celcyclus te verwijderen, geven zelf groeisignalen af en maken de cel ongevoelig voor anti-groeisignalen. Verder schijnt E6 de DNA telomeraseactiviteit te verhogen en zo de cel 'onsterfelijk' te maken. De cel mist dan nog twee eigenschappen om carcinogeen te zijn. Deze twee, angiogenese en metastasering, zal de cel door middel van mutaties moeten opdoen.

## Vaccins
Er zijn door virologen mogelijkheden ontwikkeld om een HPV-infectie tegen te gaan: preventieve vaccins en therapeutische vaccins. Sinds 2008 zijn er in Europa twee vaccins op de markt: Gardasil en Cervarix. Deze vaccins verminderen de kans op een cervixcarcinoom met naar schatting 73% en de kans op voorstadia van kanker van cervix en vulva met naar schatting 50-60%. In februari 2014 is een studie verschenen waarin beschreven is dat bij gevaccineerde Deense vrouwen minder vaak dan bij niet-gevaccineerde vrouwen endo-cervicale atypie werd gezien.
Merck & Co. produceert Gardasil dat gericht is tegen HPV 16 en 18 (veroorzaken samen 70% van alle HPV-gerelateerde CIN nvt. andere 30% door onder andere HPV 31, 33, 35, 39, 45, 51, 66) en tegen 6 en 11, verantwoordelijk voor 90% van alle genitale wratten. GlaxoSmithKline maakt Cervarix dat gericht is tegen HPV 16 en 18. Beide maken hierbij gebruik van zogeheten virus like particles (VLP's). Deze worden door de L1-capside-eiwitten gevormd.
Merck maakt gebruikt van gist. Het gist kreeg een plasmide (pGal110-11) met daarop het L1-gen aangeboden. Dit werd tot expressie gebracht. GlaxoSmithKline maakt in plaats van gist gebruik van het zogenoemde baculovirus expression vector system (BEVS). Voordeel hiervan is dat de moedercel nog veel posttranslationale modificaties kan uitvoeren, zoals fosforylering, glycosylering en vorming van disulfidebruggen.

### Rijksvaccinatieprogramma
In Nederland adviseerde de Gezondheidsraad op 1 april 2008 aan minister Ab Klink van Volksgezondheid meisjes van twaalf jaar voortaan binnen het Rijksvaccinatieprogramma in te enten tegen baarmoederhalskanker. De kosten van een dergelijke vaccinatie zijn hoog maar op termijn kunnen jaarlijks enkele honderden gevallen van baarmoederhalskanker worden voorkomen en ruim honderd sterfgevallen, stelt de raad. Veel meisjes moeten worden ingeënt om op lange termijn sterfgevallen te voorkomen, zelfs als de immuniteit ook op langere termijn blijft bestaan. Gegevens over de duur van de werkzaamheid na meer dan tien jaar zijn nog niet bekend. Wel is uit Brits en Zweeds onderzoek gebleken dat een HPV-vaccin tot 87 en 88% bescherming biedt tegen baarmoederhalskanker.
De minister heeft het advies van de Gezondheidsraad overgenomen en eind 2008 aan de Tweede Kamer laten weten dat HPV-vaccinatie in 2009 in het Rijksvaccinatieprogramma komt. Ook is besloten om in 2009 een 'inhaalcampagne' te organiseren voor meisjes die zijn geboren op of na 1 januari 1993 t/m 31 december 1996. In verband met de pandemie van de Mexicaanse griep, was de vaccinatie van twaalfjarige meisjes uitgesteld tot voorjaar 2010. In 2012 werden meisjes die zijn geboren in 1999 uitgenodigd voor de HPV-vaccinatie.
Vanaf februari 2022 zijn ook jongens opgenomen in het vaccinatieprogramma, en krijgen zowel meisjes als jongens een oproep in het jaar dat ze de leeftijd van tien jaar bereiken.

### Bijwerkingen vaccins
In de Verenigde Staten hebben de Centers for Disease Control and Prevention sinds de invoering van Gardasil 7800 klachten ontvangen over mogelijke neveneffecten op een totaal van meer dan 40 miljoen gebruikte vaccins. Het CDC beschouwt Gardasil dan ook als veilig. In Nederland wordt Cervarix gebruikt in het Rijksvaccinatieprogramma.